# Алексанин, Сергей Сергеевич
Сергей Сергеевич Алексанин (род. 20 августа 1957 года, Слуцк, Минская область, Белорусская ССР, СССР) — российский учёный-медик, специалист в области медицины о катастрофах, член-корреспондент РАН (2019).

## Биография
Родился 20 августа 1957 года в городе Слуцк Минской области Белорусской ССР.
В 1980 году — окончил военно-медицинский факультет при Куйбышевском медицинском институте, затем проходил службу в должности начальника медпункта войсковой части.
С 1982 по 1997 годы — служил в научно-исследовательских подразделениях Военно-медицинской академии имени С. М. Кирова.
Во время службы неоднократно командировался в Афганистан и на территории, радиоактивно загрязненные в результате аварии на Чернобыльской АЭС.
С 1997 по 1999 годы — начальник отдела Северо-Западного регионального центра МЧС России.
В 1999 году уволился с военной службы и был принят на должность заместителя директора Всероссийского центра экстренной и радиационной медицины имени А. М. Никифорова МЧС России (ВЦЭРМ МЧС России) по научной и учебной работе, с 2006 года — директор ВЦЭРМ МЧС России.
В 1999 году — работал в составе аэромобильного госпиталя МЧС России в Югославии в качестве главного терапевта.
В 2008 году — окончил Северо-Западную академию государственной службы, специальность «Государственное и муниципальное управление».
В 2013 году — руководитель мобильных медицинских бригад МЧС России, организовывал ликвидацию последствий чрезвычайной ситуации (затопление) территорий Дальнего Востока.
В 2019 году — избран членом-корреспондентом РАН.

## Научная деятельность
Специалист в области медицины катастроф, безопасности в чрезвычайных ситуациях.
Область научных интересов — проблемы функционального состояния человека в экстремальных и неблагополучных условиях внешней среды, профессиональная патология, радиационная медицина.
Автор более 250 печатных работ, в том числе 17 монографий, 30 учебных пособий, методических пособий, руководств, 5 авторских свидетельств (патентов) на изобретение.
Под его руководством защищено — 13 докторских и 20 кандидатских диссертаций по медицинским и биологическим наукам.
Главный редактор журнала «Медико-биологические и социально-психологические проблемы безопасности в чрезвычайных ситуациях».
Почётный доктор Санкт-Петербургского университета ГПС МЧС России и Северного медицинского университета.

## Награды
- Орден «За службу Родине в Вооружённых Силах СССР» 3 степени (1989 г.)
- Заслуженный врач Российской Федерации (2008 г.)
- Почётная грамота Совета Федерации (2013 г.)
- Орден Почёта (2015 г.)
- Почётная грамота Президента РФ (2019 г.)
- Благодарность Президента РФ (2020 г.)
- Орден Пирогова (2021 г.)
- Медаль «75 лет гражданской обороне»
- Нагрудные знаки и медали МЧС России